# Baia Pesčanaja
La baia Pesčanaja (in russo бухта Песчаная?; in italiano "baia sabbiosa") è un'insenatura situata sulla costa nord-occidentale del golfo dell'Amur (a sua volta compreso nel golfo di Pietro il Grande), in Russia. Si affaccia sul mar del Giappone e appartiene al Territorio del Litorale (Circondario federale dell'Estremo Oriente).

## Geografia
La baia Pesčanaja è situata tra la costa continentale e la penisola Pesčanyj (полуостров Песчаный). La larghezza della baia, all'ingresso, è di 3,6 km. La profondità massima è di 6 m. L'ingresso è delimitato da capo Atlasov (мыс Атласова), a nord, e capo Čichačëv (мыс Чихачёва) che si trova sulla penisola Pesčanyj, la quale delimita a ovest la confinante baia Melkovodnaja (бухта Мелководная). 
Sulla costa settentrionale sfocia il fiume Amba.